# Princess Household Appliances
Princess Household Appliances is een Nederlands bedrijf dat wereldwijd met name kleine elektrische huishoudelijke apparaten aanbiedt. Het bedrijf is sinds 2013 onderdeel van Smartwares Group te Tilburg. Apparaten van het merk Princess zijn soms Dutch Design, onder andere Jan des Bouvrie maakte er ontwerpen voor.
Princess Household Appliances is opgericht in 1989 in Breda. In 2010 kwam het in handen van de Duitse onderneming WMF Group die het drie jaar later weer verkocht aan het Nederlandse 'Smartwares Home Essentials'. Dat bedrijf was al eigenaar van 'Tristar Europe', een handelsorganisatie die op dezelfde markt internationaal actief is. Princess voerde in 2018 meer dan 180 verschillende huishoudelijke artikelen in 20 categorieën, variërend van waterkokers tot heteluchtfriteuses. Producten werden dat jaar in meer dan 63 landen verkocht. 